# تمارا مايرز
تمارا مايرز (بالإنجليزية: Tamara Myers) هي منافسة ألعاب القوى باهاماسية، ولدت في 27 يوليو 1993 في شمال أندروس ‏ في باهاماس.

## وصلات خارجية
- تمارا مايرز على موقع الاتحاد الدولي لألعاب القوى (الإنجليزية)
- تمارا مايرز على موقع اتحاد ألعاب الكومنولث (مؤرشف) (الإنجليزية)